# ASC Schöppingen
Der ASC Schöppingen (offiziell: Allgemeiner Sportclub 45 Schöppingen e. V.) ist ein Sportverein aus Schöppingen im westlichen Münsterland. Der Verein wurde im Jahre 1945 gegründet und bietet die Sportarten Fußball, Badminton und Breitensport an. Die Vereinsfarben sind grün und weiß. 
Bekannt wurde der ASC durch seine Fußballabteilung. Die erste Mannschaft wurde 1986 Westfalenmeister und vier Jahre später Westfalenpokalsieger. Zehn Jahre lang spielte der Verein in der seinerzeit drittklassigen Oberliga Westfalen. Einmal nahm der ASC am DFB-Pokal teil. Heimspielstätte des ASC ist das Vechtestadion.

## Geschichte

### Gründung und der Weg nach oben (1945 bis 1982)
Der ASC Schöppingen wurde im Jahre 1945 gegründet. Zwischen 1956 und 1964 gehörte der Verein dem Sportverband der Deutschen Jugendkraft an. Jahrzehntelang spielten die Fußballer des ASC lediglich auf Kreisebene. Mitte der 1970er Jahre begannen der Kornbrenner Ernst Sasse und der Großschlachtermeister Heinz Tummel, sich finanziell bei ASC zu engagieren. Mit Falk Dörr übernahm ein ehemaliger Bundesligaspieler von Preußen Münster das Traineramt. Gleich in seiner ersten Saison führte Dörr den ASC zur Kreismeisterschaft und zum Aufstieg in die Bezirksliga. Ein Jahr später gelang mit zwölf Punkten Vorsprung die erneute Meisterschaft und der Aufstieg in die seinerzeit viertklassige Landesliga. 
Dort wurden die Schöppinger mit zehn Punkten Rückstand auf Eintracht Recklinghausen Vizemeister und verpassten den dritten Aufstieg in Folge deutlich. Im März 1977 musste Trainer Dörr trotz Tabellenführung sein Amt abgeben und wurde durch Helmut Menzel ersetzt. Dieser führte den ASC zur Landesligameisterschaft 1977 und den Aufstieg in die Verbandsliga Westfalen. Dort setzte sich der Verein Platz neun als Ziel, um sich für die 1978 eingeführte Oberliga Westfalen zu qualifizieren. Diese wurde mit Rang 13 deutlich verpasst, zumal dem Verein wegen einer fehlenden Spielberechtigung für den Neuzugang Peter Wirsching Punkte abgezogen wurden.
Damit waren die Schöppinger wieder viertklassig. In der Saison 1978/79 übernahm der Verein zeitweilig die Tabellenführung, wurde am Saisonende Sechster. Zur Folgesaison übernahm mit Herbert Eiteljörge ein weiterer Ex-Profi das Traineramt. Dennoch reichte es nur zu Rang sechs in der Saison 1979/80. Ein Jahr später wurde der ASC schon Vierter. Der Durchbruch gelang 1982 unter Spielertrainer Hans-Werner Moors. Vor dem letzten Spieltag lagen die Schöppinger und der VfL Reken punktgleich an der Tabellenspitze. Der ASC schlug dann den Ahlener SV während Reken mit 1:2 gegen den VfB 03 Bielefeld verlor.

### Oberligajahre (1982 bis 1992)
In der Oberliga konnte sich der ASC schnell etablieren und erreichte in der Aufstiegssaison 1982/83 den siebten Platz. Ein Jahr später fiel die Mannschaft zwar auf Rang 12 zurück, konnte aber beide Spiele gegen Preußen Münster gewinnen. Im Heimspiel gelang gar ein 4:0-Sieg. Zur Saison 1984/85 löste Klaus Hilpert den Spielertrainer Hans-Werner Moors ab und läutete die erfolgreichste Phase der Vereinsgeschichte ein. Mit vier Punkten Vorsprung auf den TuS Paderborn-Neuhaus sicherten sich die Schöppinger in der Saison 1985/86 die Westfalenmeisterschaft und qualifizierten sich für die Aufstiegsrunde zur 2. Bundesliga. Das Fachmagazin Kicker stellte seinen Lesern den Verein in einem Artikel mit der Überschrift „Fußball zwischen Feld und Vieh“ vor.

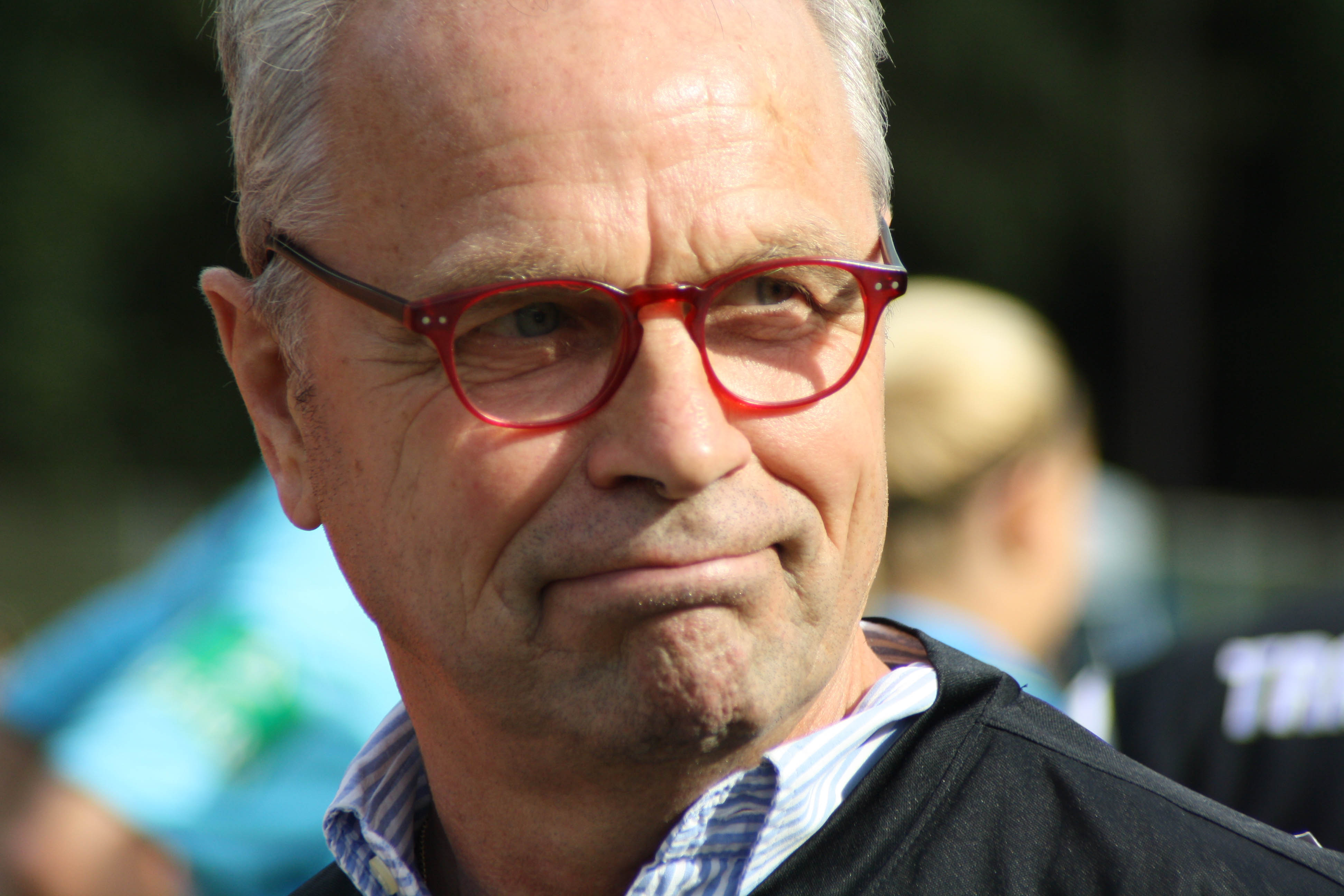
Bernard Dietz (2011)

In der Aufstiegsrunde traf die Mannschaft auf Rot-Weiss Essen, den FC St. Pauli, den VfB Oldenburg und den SC Charlottenburg. Der ASC galt als Außenseiter und startete mit einer 1:3-Niederlage vor 6700 Zuschauern gegen St. Pauli und erreichte dann ein 1:1 in Charlottenburg. Nach einem 2:0-Sieg über Oldenburg verloren die Schöppinger die restlichen fünf Partien und wurden damit Gruppenletzter. Höhepunkt der Aufstiegsrunde war das für den ASC bedeutungslose Heimspiel gegen Rot-Weiss Essen am letzten Spieltag. 8000 Zuschauer, nach einer anderen Quelle sogar 10.500 Zuschauer, verfolgten das Spiel im Preußenstadion in Münster und sahen einen 5:1-Sieg der Gäste. Ulrich Gäher erzielte dabei den Ehrentreffer für die Schöppinger.
Nach einem siebten Platz in der Saison 1986/87 verließ Trainer Hilpert den Verein und wurde Manager beim VfL Bochum. Sein Nachfolger wurde der Ex-Nationalspieler Bernard Dietz. Unter seiner Führung kehrten die Schöppinger in die Spitzengruppe der Oberliga zurück. Dietz führte den Verein 1988, 1989 und 1990 jeweils auf Platz drei, jeweils mit deutlichem Abstand auf die Meister Preußen Münster (1988 und 1989) bzw. Arminia Bielefeld. Im Jahre 1990 erreichten die Schöppinger das Endspiel des Westfalenpokals und schlugen dort den DSC Wanne-Eickel deutlich mit 5:0. Damit qualifizierte sich der ASC zum ersten und bislang einzigen Mal für die Hauptrunde des DFB-Pokals und traf in der ersten Runde auf den Bundesligisten Eintracht Frankfurt. Die Frankfurter mit den frisch gebackenen Weltmeistern Uwe Bein und Andreas Möller setzten sich vor 4800 Zuschauern mit 2:1 durch. Ludger Pickenäcker erzielten den zwischenzeitlichen Ausgleich.
In der Oberligasaison 1990/91 spielte die Mannschaft lange Zeit um die Meisterschaft mit. Nach einem Schlussspurt mit 11:1 Punkten war der ASC mit einem Punkt Rückstand auf den SC Verl Tabellenzweiter. Die Schöppinger gewannen zwar ihr letztes Saisonspiel mit 4:0 bei Rot-Weiß Lüdenscheid, doch die Verler wurden durch einen 2:1-Sieg beim DSC Wanne-Eickel Meister. Der Siegtreffer für den SC Verl fiel dabei in der letzten Spielminute. Als Vizemeister nahm der ASC an der Deutschen Amateurmeisterschaft teil. Dort verloren die Schöppinger zunächst mit 2:5 bei den Amateuren von Werder Bremen und trennten sich dann jeweils Unentschieden von Alemannia Aachen und Türkiyemspor Berlin. Der ASC wurde Gruppendritter.
Im Herbst 1991 verkündete Mäzen Tummel, dass er seine finanziellen Zuwendungen an den Verein von 1992 an stark zurückfahren würde. Gründe hierfür waren die Schwierigkeiten, neue Sponsoren zu finden sowie die stark rückläufigen Zuschauerzahlen. Kamen in der Meistersaison 1985/86 durchschnittlich 1523 Zuschauer wollten in der Vizemeistersaison 1990/91 nur noch 653 Zuschauer im Schnitt die Heimspiele des ASC sehen. Schließlich stellte der Verein den Antrag, zur Saison 1992/93 in die Bezirksliga eingruppiert zu werden. Dieser Antrag wurde zunächst vom Fußball- und Leichtathletik-Verband Westfalen abgelehnt, da dieser zunächst eine Benachteiligung der anderen Bezirksligisten sah. Erst nachdem der Verein Einspruch eingelegt hatte, wurde dem Antrag zugestimmt. Seine letzte Oberligasaison 1991/92 beendete der ASC als Siebter.

### Neuanfang (seit 1992)
Der ASC begann in der Saison 1992/93 einen Neuanfang in der Bezirksliga. Unter Spielertrainer Bernd Dirksen gelang der Mannschaft der Aufstieg in die Landesliga, wo das Team in der Saison 1998/99 den siebten Platz erreichte. Nach der Jahrtausendwende begann die sportliche Talfahrt des Vereins. Im Jahre 2000 stiegen die Schöppinger aus der Landesliga ab und mussten zwei Jahre später den Gang in die Kreisliga A antreten. Dort wurde der ASC prompt in die Kreisliga B durchgereicht. Im Jahre 2004 gelang der direkte Wiederaufstieg in die Kreisliga A. Nach neun Jahren folgte im Jahre 2013 der Abstieg in die Kreisliga B nach einer 0:2-Niederlage im Entscheidungsspiel gegen Grün-Weiß Hausdülmen. Ein Jahr später gelang der direkte Wiederaufstieg. Im Jahre 2018 wurde der ASC Vizemeister, nachdem die Mannschaft das Entscheidungsspiel um den Staffelsieg gegen die SpVgg Vreden II mit 1:5 verloren hatte. In der Saison 2021/22 wurde der ASC Meister seiner Kreisliga-A-Staffel und kehrte damit nach 20 Jahren zurück in die Bezirksliga.

## Statistik

### Erfolge
- Teilnahme am DFB-Pokal: 1990/91
- Teilnahme an der Deutschen Amateurmeisterschaft: 1991
- Meister der Oberliga Westfalen: 1986
- Westfalenpokalsieger: 1990
- Meister der Verbandsliga Westfalen 1: 1982

### Saisonbilanzen
Die folgende Tabelle zeigt das sportliche Abschneiden des ASC Schöppingen in der Oberliga Westfalen.
| Saison  | Platz | S  | U  | N  | Tore  | Punkte | Zuschauer |
| ------- | ----- | -- | -- | -- | ----- | ------ | --------- |
| 1982/83 | 07.   | 13 | 10 | 11 | 65:54 | 36:32  | 1190      |
| 1983/84 | 12.   | 09 | 13 | 12 | 52:57 | 31:37  | 0778      |
| 1984/85 | 03.   | 18 | 11 | 05 | 85:47 | 47:21  | 1152      |
| 1985/86 | 01.   | 19 | 09 | 04 | 57:33 | 47:17  | 1523      |
| 1986/87 | 07.   | 12 | 07 | 11 | 46:34 | 31:29  | 0871      |
| 1987/88 | 03.   | 14 | 08 | 08 | 40:26 | 36:24  | 0893      |
| 1988/89 | 03.   | 12 | 11 | 07 | 37:23 | 35:25  | 1008      |
| 1989/90 | 03.   | 10 | 11 | 09 | 42:33 | 31:29  | 0696      |
| 1990/91 | 02.   | 17 | 09 | 04 | 65:30 | 43:17  | 0653      |
| 1991/92 | 07.   | 10 | 12 | 08 | 38:33 | 32:28  | 0610      |

### Aufstiegsrunde zur 2. Bundesliga 1986
Die Spiele des ASC Schöppingen in der Aufstiegsrunde zur 2. Bundesliga 1986.
| Datum         | Partie                  | Ergebnis  | Zuschauer |
| ------------- | ----------------------- | --------- | --------- |
| 21. Mai 1986  | ASC – FC St. Pauli      | 1:3 (0:0) | 6500      |
| 24. Mai 1986  | SC Charlottenburg – ASC | 1:1 (1:1) | 1167      |
| 1. Juni 1986  | ASC – VfB Oldenburg     | 2:0 (2:0) | 4500      |
| 5. Juni 1986  | Rot-Weiss Essen – ASC   | 5:0 (2:0) | 14.000    |
| 8. Juni 1986  | FC St. Pauli – ASC      | 3:1 (3:0) | 4963      |
| 11. Juni 1986 | ASC – SC Charlottenburg | 0:1 (0:1) | 1000      |
| 17. Juni 1986 | VfB Oldenburg – ASC     | 3:2 (2:0) | 400       |
| 21. Juni 1986 | ASC – Rot-Weiss Essen   | 1:5 (0:1) | 10.500    |

## Stadion
Heimspielstätte ist seit 1955 das Vechtestadion, das nach dem durch Schöppingen fließenden Fluss Vechte benannt wurde. Nach dem Aufstieg in die Verbandsliga 1977 wurde das Stadion erstmals ausgebaut. 6.400 Zuschauer sahen damals ein Freundschaftsspiel des ASC gegen den FC Schalke 04. Fünf Jahre später erhielt das Stadion eine überdachte Sitzplatztribüne. In der Saison 1985/86, in der die Schöppinger Westfalenmeister wurde, wurde mit 1.523 der höchste Zuschauerschnitt der Vereinsgeschichte erreicht.

## Persönlichkeiten

### Spieler
- Markus Aerdken
- Berend Brinkman
- Stefan Butz
- Jörg Dohn
- Carsten Eisenmenger
- Ulrich Gäher
- Werner Gmeiner
- Christian Greve
- Olaf Jablonowski
- Karl Heinz Krekeler
- Jörg Lipinski
- Wolfgang Loos
- Pedro Milašinčić
- Hans-Werner Moors
- Peter Neururer
- Alfred Nijhuis
- Ludger Pickenäcker
- Rob Reekers
- Uwe Tschiskale
- Jeroen Wotte

### Trainer
- 1973–1977: Falk Dörr
- 1977–1978: Helmut Menzel
- 1978: Martin Rattka
- 1978–1979: Pedro Milašinčić
- 1979: Herbert Eiteljörge
- 1979–1981: Josef Humme
- 1981–1984: Hans-Werner Moors
- 1984–1987: Klaus Hilpert
- 1987–1992: Bernard Dietz